# Kwong-loi Shun
Kwong-loi Shun (* 1953) ist ein chinesischstämmiger US-amerikanischer Philosoph, der als Professor an der University of California, Berkley forscht und lehrt. 2017/18 amtierte er als Präsident der American Philosophical Association (APA), Pacific Division.
Nach einem Studium von Mathematik und Philosophie an der Universität Hongkong unterrichtete Kwong-loi Shun mehrere Jahre als High-School-Lehrer und studierte gleichzeitig als Externer Philosophie an der University of London, der University of Oxford und an der Universität Hongkong. 1982 wurde er an der Stanford University mit einer Arbeit über Ludwig Wittgenstein promoviert. Im selben Jahr wurde er Assistenzprofessor an der UC Berkeley und unterrichtete hauptsächlich Ethik und chinesische Philosophie. 1993 wurde er dort zum außerordentlichen Professor und 1996 zum Professor ernennt. 2004 verließ er Berkeley, um an der University of Toronto als Professor für Philosophie und Ostasienwissenschaften zu forschen und zu lehren. 2007 wechselte er als Professor für Philosophie und chinesische Kultur an die Universität Hongkong. Im Jahr 2014 kehrte er als Professor für Philosophie nach Berkeley zurück.
Sein Hauptforschungsprojekt ist ein mehrbändiges Werk zur konfuzianischen Moralpsychologie, das 1988 begonnen wurde.